# Cyclosorus pseudostenobasis
Cyclosorus pseudostenobasis är en kärrbräkenväxtart som först beskrevs av Edwin Bingham Copeland, och fick sitt nu gällande namn av Ren-Chang Ching. Cyclosorus pseudostenobasis ingår i släktet Cyclosorus och familjen Thelypteridaceae. Inga underarter finns listade.